# Dongwana taciturna
Dongwana taciturna är en insektsart som beskrevs av Otte, D. och Perez-gelabert 2009. Dongwana taciturna ingår i släktet Dongwana och familjen syrsor. Inga underarter finns listade i Catalogue of Life.